# Wustermark Rangierbahnhof
Wustermark Rangierbahnhof, früher Wustermark Verschiebebahnhof genannt, ist ein Bahnhof im Ortsteil Elstal der Gemeinde Wustermark im Landkreis Havelland in Brandenburg westlich von Berlin. Der 1907 eröffnete Bahnhof mit angeschlossenem Bahnbetriebswerk war bis zum Zweiten Weltkrieg einer der größten und modernsten Rangierbahnhöfe in Deutschland. Nach Kriegsende blieb nur noch die Hälfte des Bahnhofs in Betrieb, der Bahnhof blieb jedoch wichtig für den Güterverkehr der Deutschen Reichsbahn. Nach der Wende verlor er an Bedeutung. Eine drohende Schließung konnte im Jahre 2008 durch die Übernahme durch das Rail & Logistik Center Wustermark (RLC Wustermark bzw. RLCW), ein Tochterunternehmen der Havelländischen Eisenbahn, vermieden werden. Der Bahnhof wird auch vom regionalen Personenverkehr genutzt, die Zugangsstelle trägt seit 1999 den Namen Elstal. Eine Reihe von Bauten aus der Erbauungszeit des Bahnhofs sind erhalten geblieben und stehen unter Denkmalschutz.

## Lage
Der Bahnhof liegt an der Lehrter Bahn am nördlichen Rand des Ortes Elstal etwa vier Kilometer östlich des Gemeindezentrums von Wustermark und acht Kilometer westlich der Berliner Stadtgrenze. Die Kreuzung der Lehrter Bahn mit dem Berliner Außenring ist etwa zwei Kilometer entfernt, bis zum Berliner Hauptbahnhof sind es 26 Kilometer.

## Geschichte

### Die Anfänge
In der zweiten Hälfte des 19. Jahrhunderts und Anfang des 20. Jahrhunderts nahmen Bevölkerung und Industrie in Berlin und seinen damals noch nicht eingemeindeten Vororten rapide zu. Die Eisenbahn entwickelte sich zu einem wichtigen Transportmittel, in Berlin und im Umland entstanden eine Reihe von Rangierbahnhöfen. Auch westlich von Berlin war ein solcher Bahnhof vonnöten. Der alte Bahnhof von Spandau war überlastet und wurde nach 1900 nach und nach umgebaut. Ein neuer Rangierbahnhof sollte außerhalb der Stadt entstehen. Zunächst war Seegefeld (heute Falkensee) an der Hamburger Bahn in Diskussion. Schließlich entschied man sich für einen Ort an der Lehrter Bahn auf freiem Feld östlich von Wustermark. Nicht zuletzt fiel deswegen die Wahl auf diesen Ort, weil in der Nähe die kurze Zeit vorher eröffnete Strecke nach Nauen der Umgehungsbahn die Lehrter Bahn kreuzte und diese mit dem Bahnhof Wildpark in Potsdam und der Hamburger Bahn bei Nauen verband.

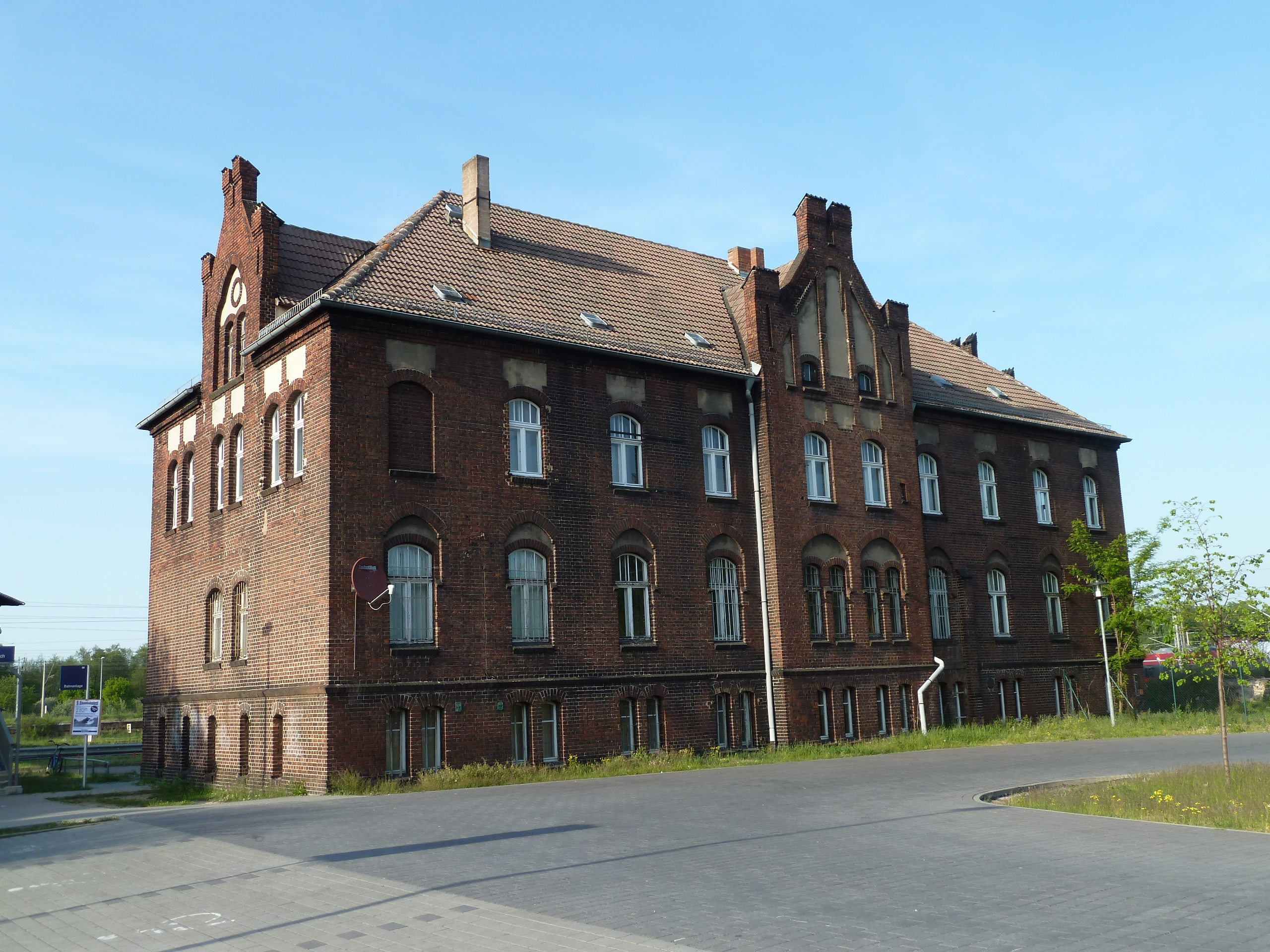
Denkmalgeschütztes Stationsgebäude

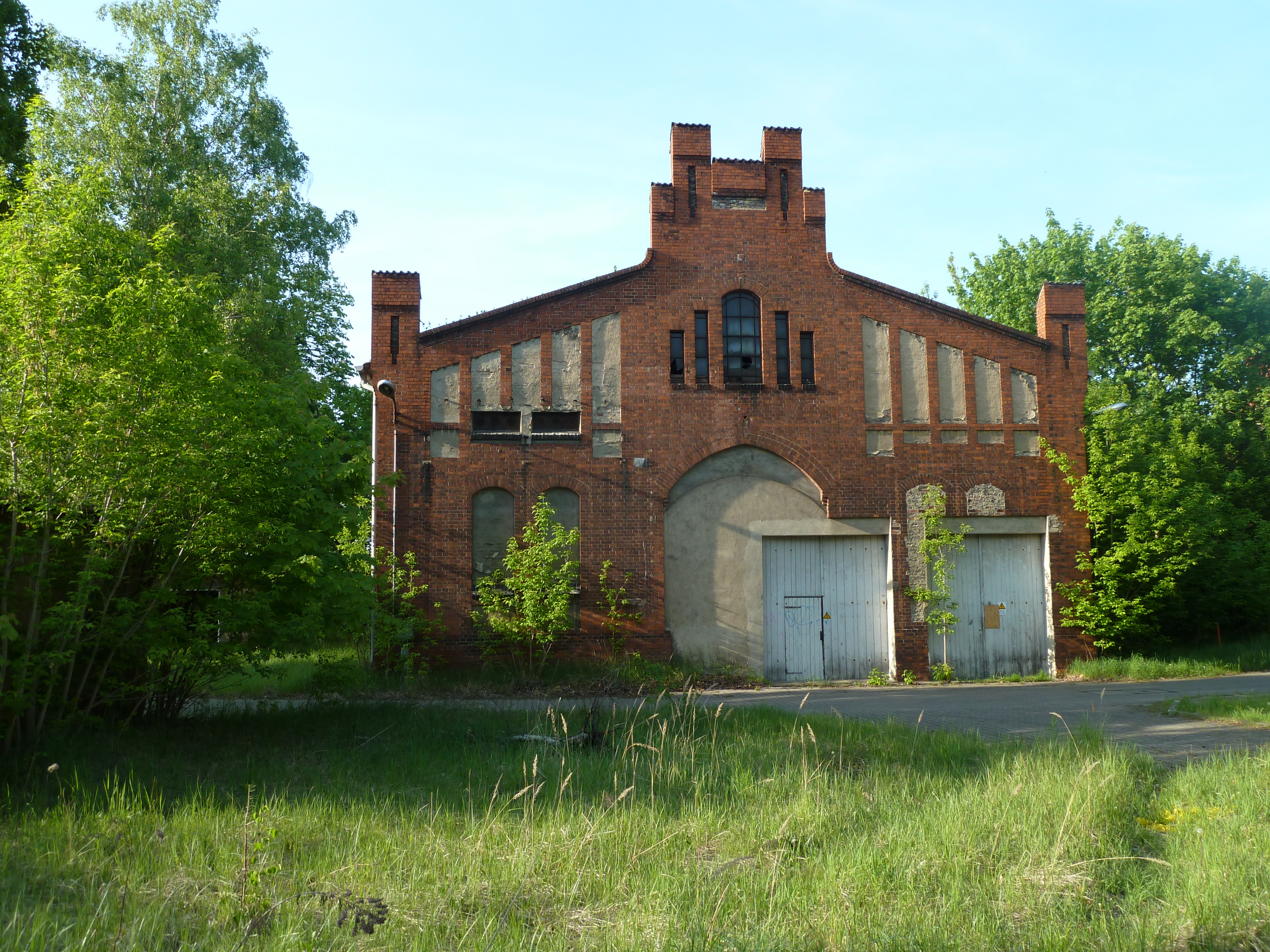
Gebäude des Kraftwerks im Bahnbetriebswerk

Vor Inbetriebnahme des Verschiebebahnhofs wurde der Abschnitt Spandau – Wustermark der Lehrter Bahn viergleisig ausgebaut, dabei mussten der Haltepunkt Staaken und der Bahnhof Dallgow-Döberitz komplett umgebaut werden. Auch der Abschnitt der Umgehungsbahn zwischen Wustermark und Nauen wurde 1908/09 zweigleisig ausgebaut, entsprechende Vorbereitungen waren bereits beim Bau der Strecke 1903 getroffen worden. Zur Umgehungsbahn nach Süden in Richtung Wildpark entstand eine Verbindungskurve. Das sumpfige Gelände machte einige Schwierigkeiten beim Bau, die Gebäude mussten mit Pfählen gestützt werden. Nach zweijähriger Bauzeit wurde der Verschiebebahnhof Wustermark am 1. Mai 1909 eröffnet.
Der Bahnhof war einer der größten und modernsten seiner Art. Ursprünglich war er als zweiseitiger Bahnhof ausgelegt, für den Verkehr in Ost-West- und in West-Ost-Richtung gab es getrennte Bahnhofsteile mit jeweils einem Ablaufberg. Neben dem Bahnhof entstand eine Betriebswerkstatt mit Ringlokschuppen, einem Wasserturm und diversen Verwaltungsbauten. Ein eigenes Kraftwerk sorgte für die Energieversorgung des Bahnhofs (Diesel der Maschinenbauanstalt Breslau, 1908). Nach dem Ersten Weltkrieg wurde die Werkstatt zu einem Bahnbetriebswerk ausgebaut. Ein zweiter Ringlokschuppen ging 1920 in Betrieb. Seit 1918 wurden die Abwässer in einer biologischen Kläranlage aufgearbeitet, eine Innovation für die damalige Zeit. Nach dem Ersten Weltkrieg entstand ab 1919 zur Unterbringung der vielen Bahnarbeiter das Dorf Elstal.

### Nach dem Zweiten Weltkrieg

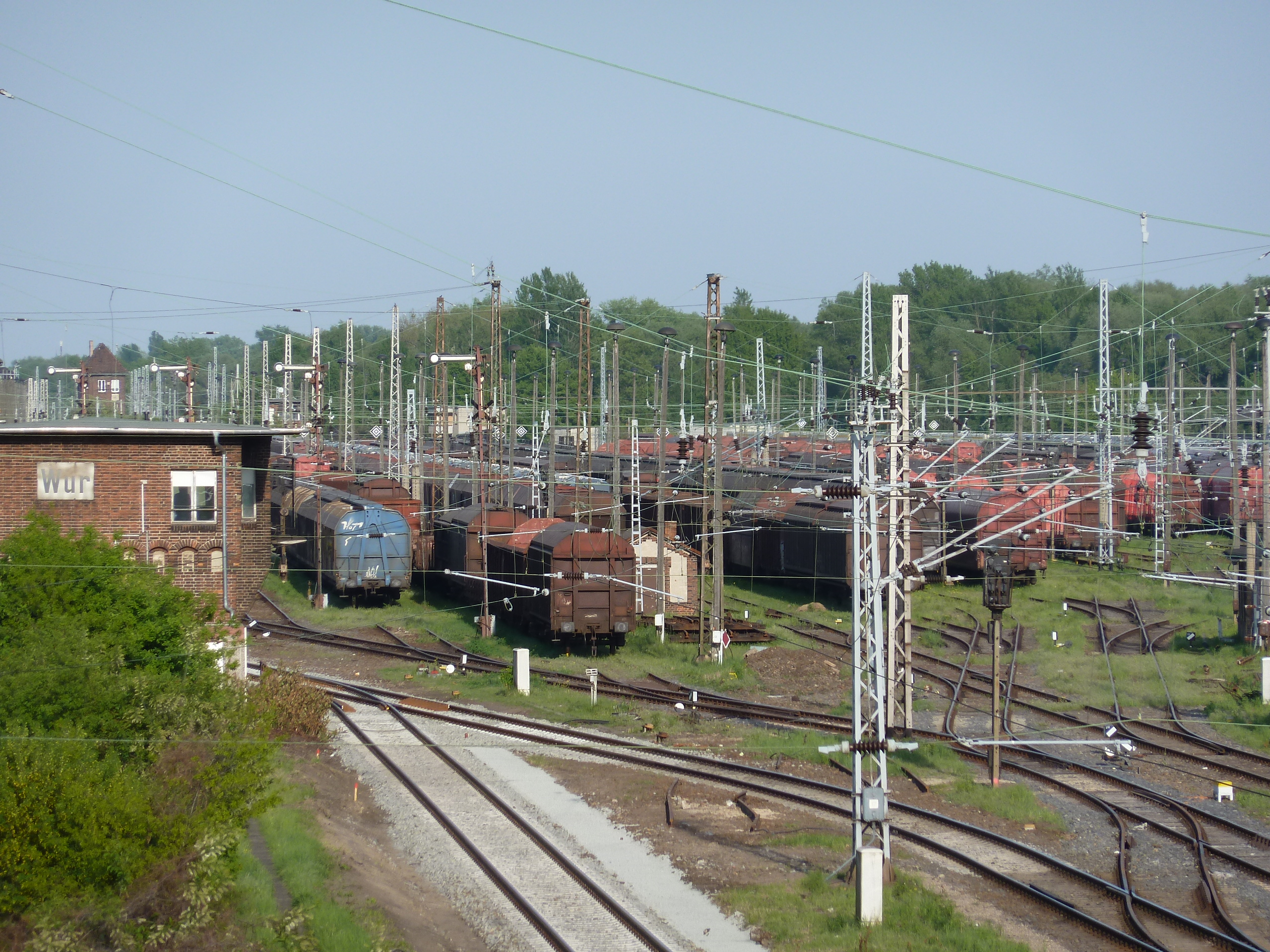
Teil des Rangierbahnhofs

Am 20. April 1945 war der Bahnhof schwer von Bomben getroffen worden. Während das Betriebswerk nur relativ geringe Schäden davontrug, wurde der Verschiebebahnhof stark zerstört. Das Rangiersystem der Richtung West–Ost im Südteil des Bahnhofs wurde nach 1945 nicht wieder aufgebaut, der Rangierbahnhof hat seitdem nur noch die Hälfte seiner einstigen Größe und wurde seither als einseitiger Bahnhof betrieben.
Der Bahnhof war von der deutschen und der Berliner Teilung merklich betroffen, da er an einer Strecke lag, die von West-Berlin in die Bundesrepublik führte. Dennoch blieb er von Bedeutung, einerseits für den Binnenverkehr in der DDR, andererseits für den Transitgüterverkehr nach West-Berlin. 1954 ging in diesem Bereich der Berliner Außenring in Betrieb, von dem Verbindungsstrecken zum Verschiebebahnhof entstanden. Damit gab es wieder eine Verbindung vom Bahnhof in Richtung Nordosten, die vor allem für den Verkehr zu den Seehäfen wichtig war. 1958 wurde der Ring zweigleisig ausgebaut.
Nach dem Bau der Berliner Mauer 1961 wurde die Verbindung über die Lehrter Bahn nach West-Berlin für den Personenverkehr komplett geschlossen, für den Güterverkehr blieb sie in Betrieb. Hierzu entstand ein spezieller Zollbahnhof im Nordosten des Komplexes. Seit 1963 heißt der Bahnhof Wustermark Rangierbahnhof. 1983 wurde der westliche Berliner Außenring elektrifiziert, in diesem Zusammenhang wurde auch der Wustermarker Rangierbahnhof an das elektrische Streckennetz der Deutschen Reichsbahn angebunden. Zu Zeiten der friedlichen Revolution in der DDR 1989 arbeiteten bis zu 1200 Menschen im Bahnhof.
Nach 1989 nahm das Güterverkehrsaufkommen ab. Zudem wurde der Betrieb bei der Deutschen Bahn rationeller gestaltet. Das Verkehrsaufkommen auf dem Bahnhof sank deutlich. Das Bahnbetriebswerk wurde 1996 zur Einsatzstelle von Seddin herabgestuft und 2001 ganz geschlossen. In den 1990er Jahren gab es dennoch Überlegungen, den Rangierbahnhof neben dem Bahnhof Berlin Nordost zu einem der beiden Knotenbahnhöfe für den Güterverkehr im Berliner Raum auszubauen. Modernisierungsmaßnahmen der Rangiertechnik waren bereits in Angriff genommen worden, als die Deutsche Bahn um 2000 doch von den Ausbauplanungen Abstand nahm und in der Folge plante, den Bahnhof ganz zu schließen.
Im Jahre 2007 war ein Stiftungsmodell zur Finanzierung der Sanierung der Anlagen im Gespräch. Hierbei untersuchte man eine Mischnutzung des Areals für Verkehrsbelange und Tourismus. Man rechnete damals mit Kosten für die Sanierung der Bauten von 4,5 Millionen Euro, davon etwa 2 Millionen für den Lokschuppen. Diese Pläne wurden nicht umgesetzt.

### Übernahme durch das Rail & Logistik Center Wustermark

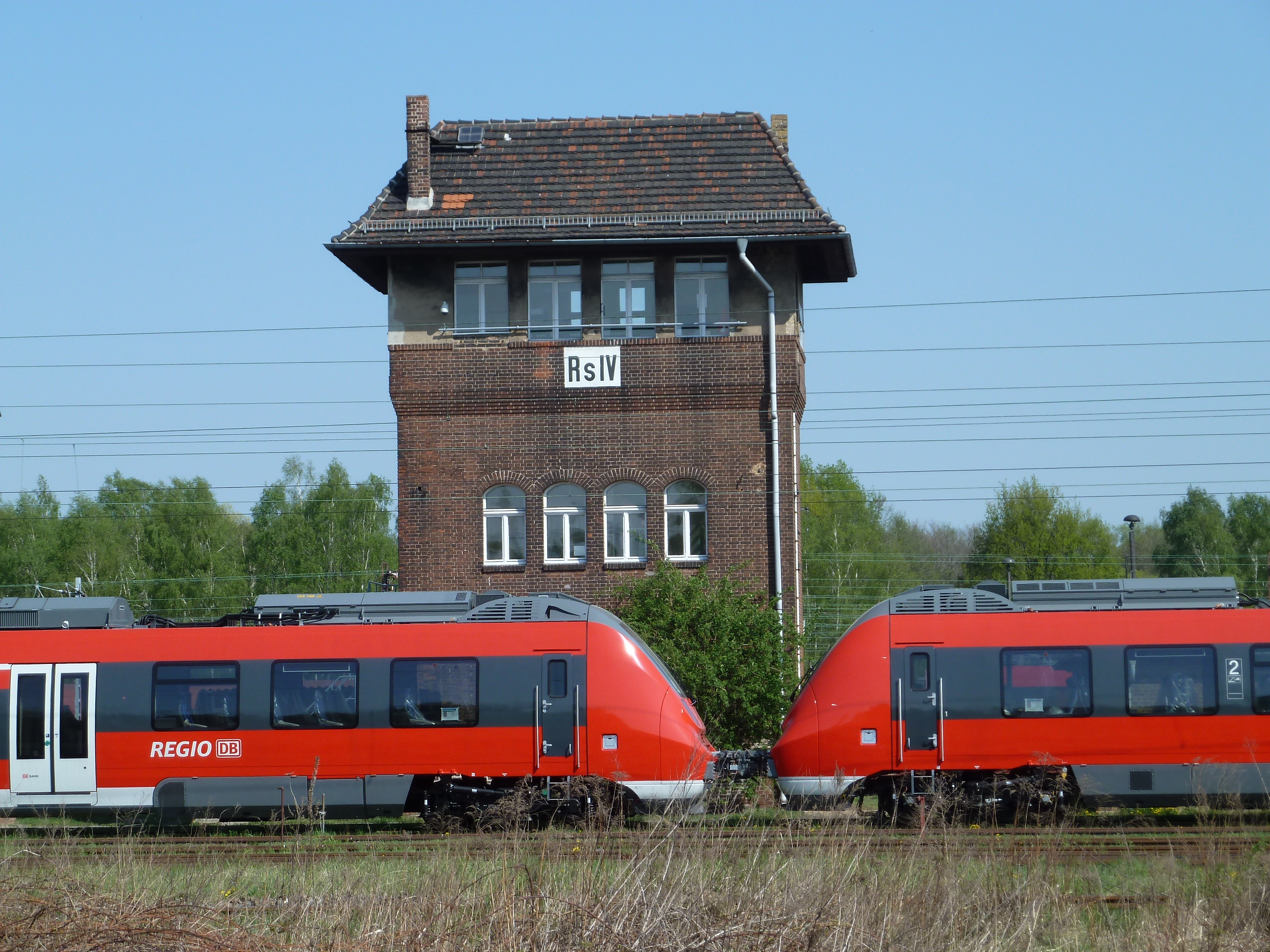
Abgestellte Talent-2-Triebwagen vor dem denkmalgeschützten Stellwerk Rs IV

Im April 2008 gründete die Havelländische Eisenbahn AG zusammen mit der BUG Vermietungsgesellschaft mbH die Tochtergesellschaft Rail & Logistik Center GmbH & Co. KG Wustermark (RLCW). Zum 1. Juli 2008 kaufte das RLCW die Anlagen des Rangierbahnhofs von der Deutschen Bahn. Das Unternehmen plante, die Gleisanlagen schrittweise wieder in Betrieb zu nehmen, nach kurzer Zeit wurde jedoch bereits wieder das gesamte von ihr übernommene Bahnhofsareal genutzt. Das RLCW betreibt den Bahnhof als öffentliche Infrastruktur. Genutzt werden die Bahnanlagen einerseits zum Abstellen von zeitweise nicht genutzten Fahrzeugen, andererseits für den Güterverkehr zum Lok- und Personalwechsel sowie zur Zugbildung. Zu den regelmäßigen Leistungen im Güterverkehr zählen (Stand Frühjahr 2011) Autotransportzüge mit in Polen gefertigten Fahrzeugen, die einerseits nach Lokwechsel im Rangierbahnhof weiter zu Häfen in Belgien fahren. Andererseits werden die Fahrzeuge in ein Auslieferungslager in Etzin an der Strecke von Wustermark nach Ketzin transportiert. Hinzu kommen einige Leistungen im Fern- wie auch im Nahgüterverkehr zu mehreren Orten in der Region. Das Unternehmen plant zudem eine engere Zusammenarbeit mit dem gemeindeeigenen Güterverkehrszentrum am Außenring.
2010/2011 wurde ein Teil der Gleise von der Firma Bombardier zum Abstellen einer Reihe von Triebwagen der Baureihe Talent 2 genutzt, da die Fahrzeuge noch keine Zulassung vom Eisenbahn-Bundesamt erhalten hatten.

#### Unternehmen Rail & Logistik Center Wustermark

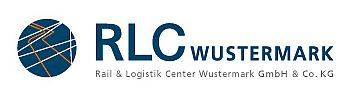
Logo der Gesellschaft

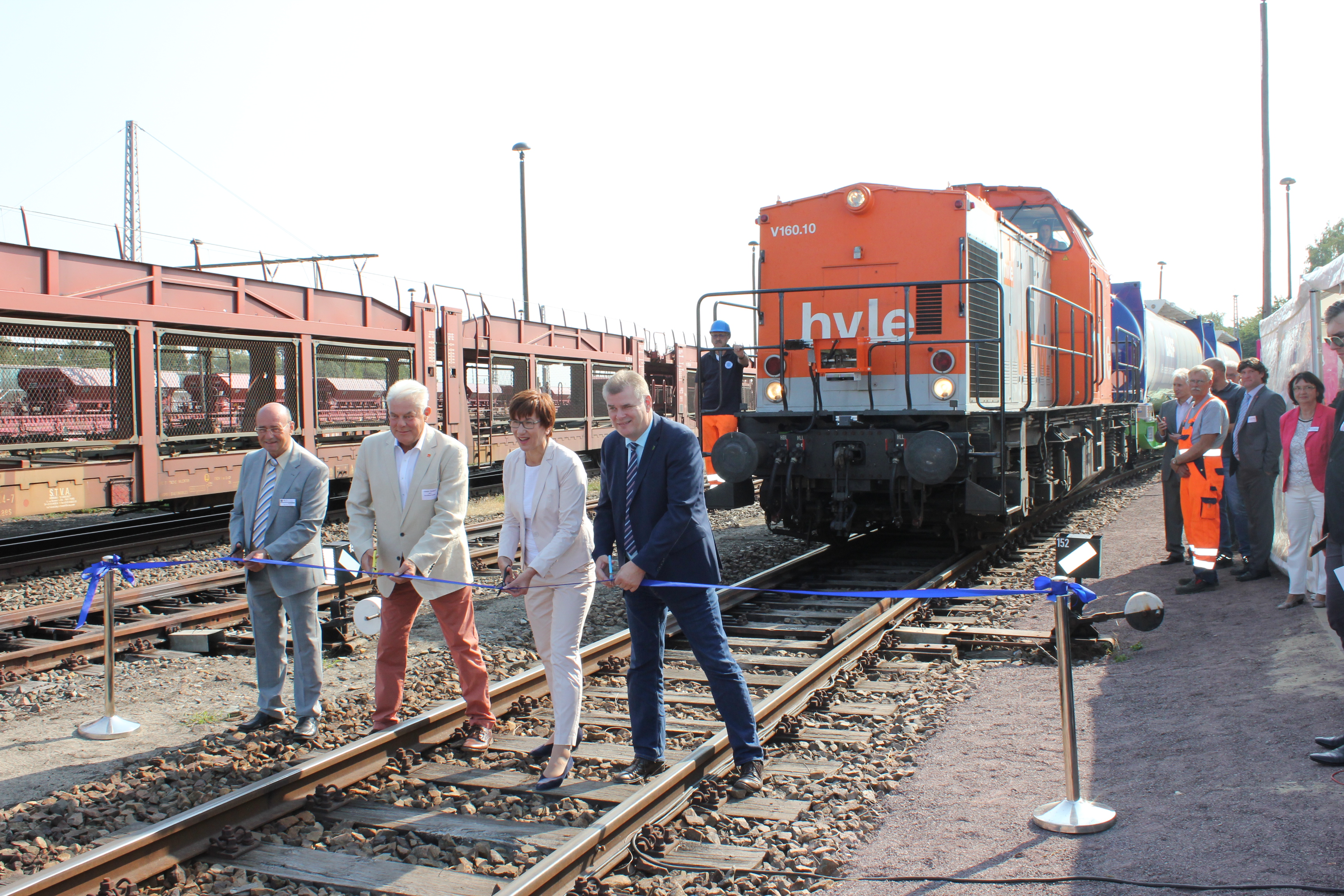
Zum 10-jährigen Jubiläum der RLCW konnte eine Weichenstraße neu eröffnet werden

Am 19. Juni 2008 erfolgte der Eintrag beim Amtsgericht Potsdam (HRA 4632).
Folgende Geschäftsfelder hat sich die Gesellschaft gesetzt:
- Bereitstellung von Eisenbahninfrastruktur für Eisenbahnverkehrsunternehmen und Eisenbahnspeditionen
- Inbetriebnahmeplattform für Schienenfahrzeughersteller
- Railport – Bereitstellung von Ladestraßen und Lagerflächen
- Förderung der Ansiedlung von eisenbahnaffinen Dienstleistungen
- Vermittlung von Dienstleistungen rund um die Bahn
- Kooperation mit der Havelländischen Eisenbahn AG (Waggonreparaturwerkstatt)
- Bereitstellung Tankgleis (Betreiber Dieseltankstelle – DB Energie GmbH)
- Partner des BahnLogistik Terminals Wustermark im GVZ Wustermark (BLTW)
- Partner des BahnTechnologie Campus Havelland am Standort Elstal (BTC)
- Zusammenarbeit mit Universitäten und Hochschulen Kooperation und Testfeld für Unternehmen aus den Bereichen Forschung und Entwicklung

Im europäischen Schienennetz versteht sich die RLC Wustermark als EVU-neutraler Rangierbahnhof zur Umsetzung von Logistikkonzepten. Das Bestreben ist es, durch Kundenorientierung, Flexibilität und Qualität ein Höchstmaß an Kundennutzen und nachhaltigem Mehrwert zu schaffen.

### Personenverkehr

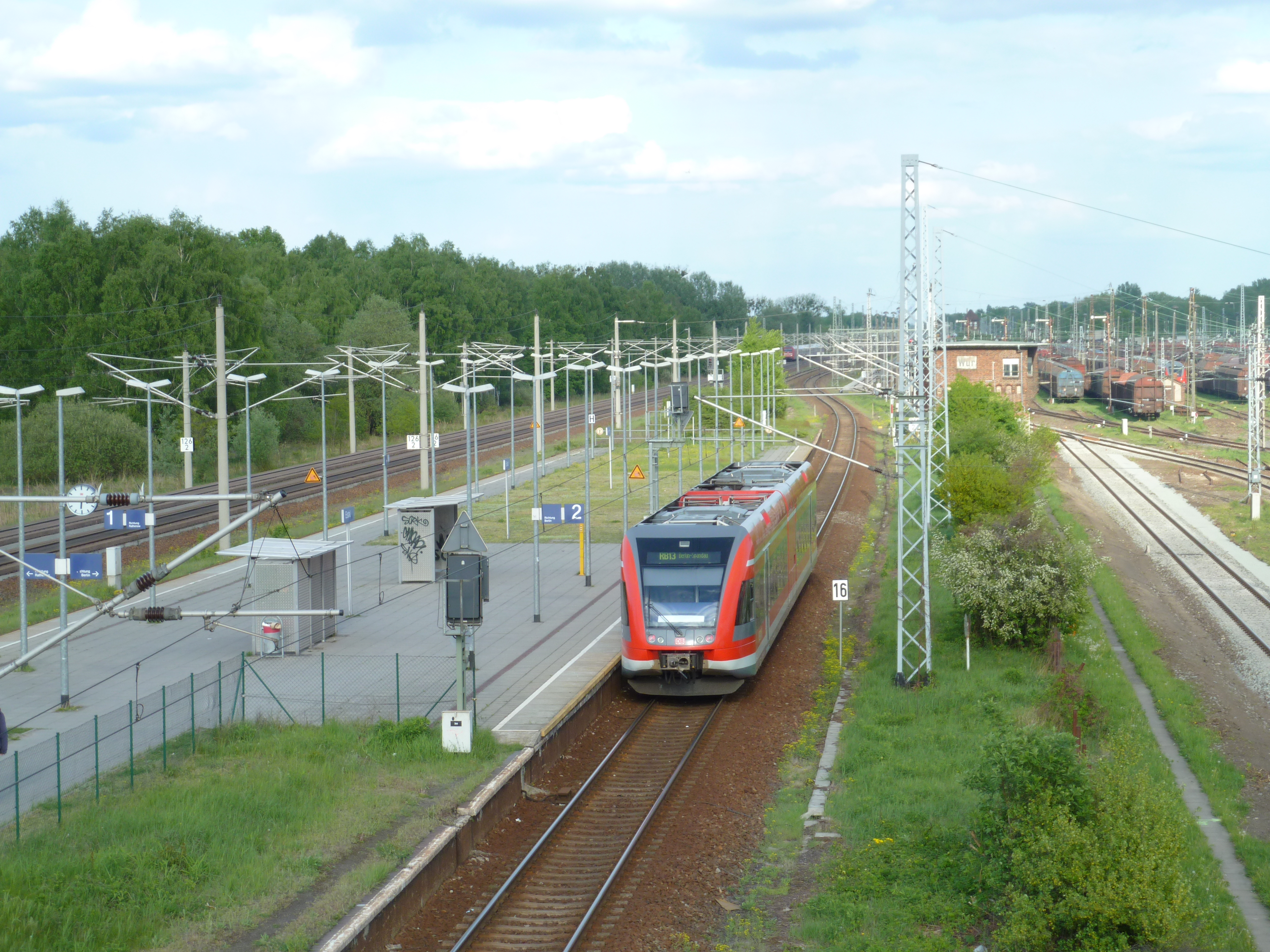
Bahnsteig mit Zug der Linie RB 13

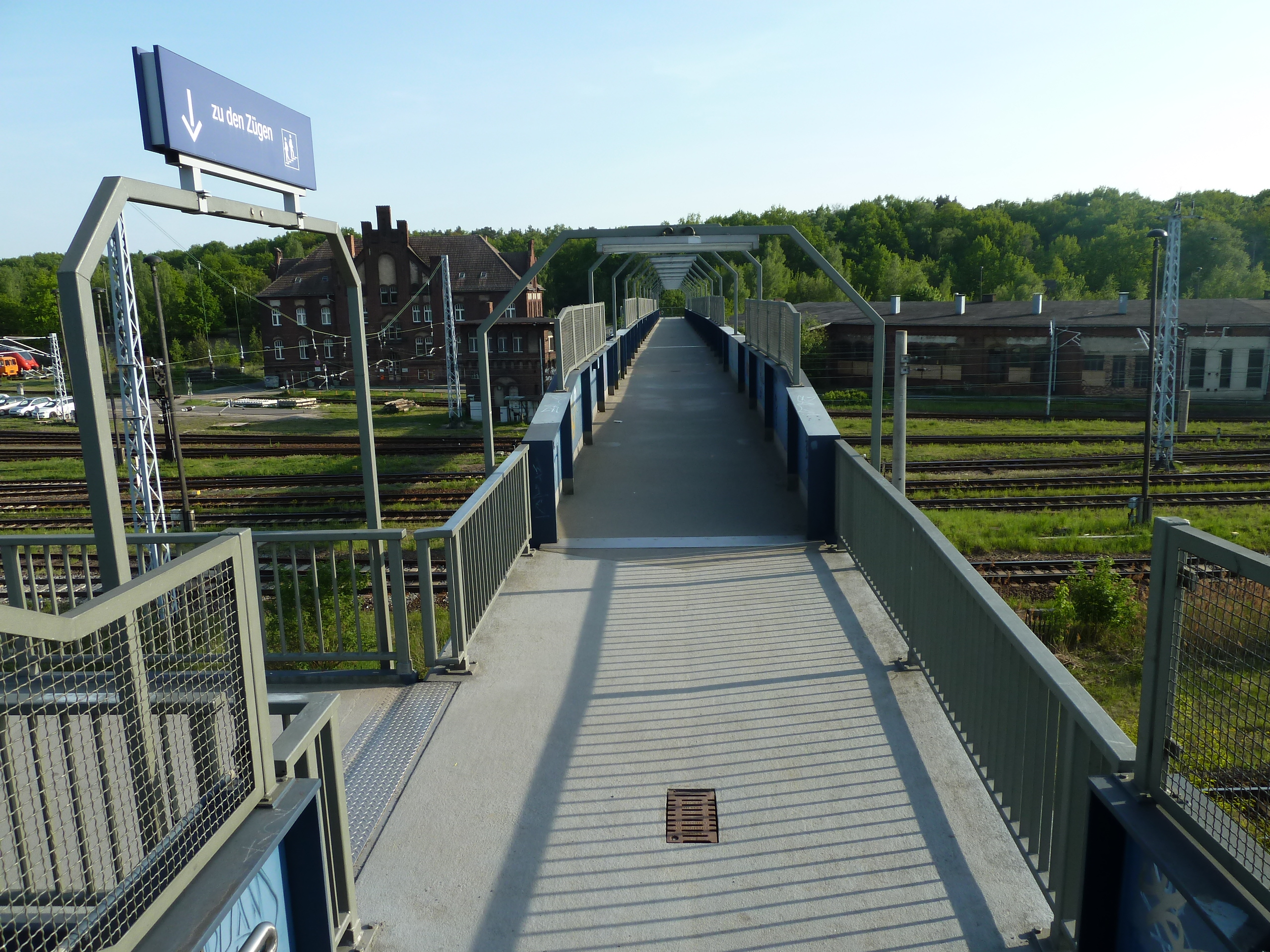
Fußgängerbrücke über die Gleise

Für die Mitarbeiter und später für den Ort Elstal hielten im Bahnhof stets Personenzüge. In den 1920er Jahren wurde der Vorortverkehr vom übrigen Verkehr getrennt. Ein- bis zweimal stündlich fuhren Vorortzüge vom Lehrter Bahnhof über den Verschiebebahnhof nach Wustermark. Nach 1945 wurde der separate Vorortverkehr nicht wieder aufgenommen, es hielten nur die Personenzüge in Richtung Rathenow. Seit 1952 endeten die Personenzüge auf der Lehrter Bahn im Bahnhof Berlin-Staaken direkt an der Grenze. Dort konnten bis zum Mauerbau Reisende in die S-Bahn nach Berlin umsteigen.
Eine besondere Bedeutung für den Personenverkehr kam dem Bahnhof nach dem Bau der Berliner Mauer zu.
Der Verkehr von den Orten westlich Berlins nach Ost-Berlin wurde über den Berliner Außenring abgewickelt. Zusammen mit dem Bahnhof Wustermark diente Wustermark Rangierbahnhof als Knotenpunkt zwischen der Lehrter Bahn und den Außenringzügen. Die Personenzüge aus Rathenow endeten in Wustermark Rangierbahnhof. Von dort fuhren etwa stündlich Triebwagen nach Dallgow und Staaken, in der anderen Richtung nach Falkenhagen am Außenring. Einige weitere Züge verbanden den Rangierbahnhof mit Brieselang beziehungsweise Bredow und Nauen. Das Fahrplankonzept blieb fast 30 Jahre lang bis zum Fall der Berliner Mauer annähernd unverändert.
Nach dem Mauerfall wurde 1990 wieder der Personenzugverkehr in den Westteil Berlins aufgenommen. Stündlich verkehrten Züge von Berlin über Wustermark Rangierbahnhof nach Nauen, abwechselnd über Brieselang und Bredow. Mit der Wiedereröffnung der Hamburger Bahn 1995 fuhren diese Züge wieder über Falkensee. Wustermark Rangierbahnhof wurde danach für einige Monate von zwischen Berlin und Wustermark pendelnden Zügen bedient, bevor die Personenzüge auf der Lehrter Bahn Ende 1995 im Zuge des Ausbaus zur Hochgeschwindigkeitsstrecke durch Omnibusse ersetzt wurden. Geplant war zunächst ein Bauzeitraum von zwei Jahren, jedoch verzögerten sich die Bauarbeiten wegen Planungsschwierigkeiten um über ein Jahr.
Auch nach Wiederinbetriebnahme der Strecke Ende 1998 konnte der Bahnhof längere Zeit weiterhin nicht im Personenverkehr bedient werden. Grund war, dass sich Gemeinde und Deutsche Bahn nicht über die Kosten zur Wiederherstellung der Fußgängerbrücke über die Gleise einigen konnten. Ging man zunächst noch von einer Wiederinbetriebnahme Mitte 1999 aus, konnte schließlich erst im Juni 2002 der Bahnhof wieder bedient werden. Der Personenhalt trägt seitdem den Namen der angrenzenden Siedlung Elstal.

## Anlagen

### Überblick

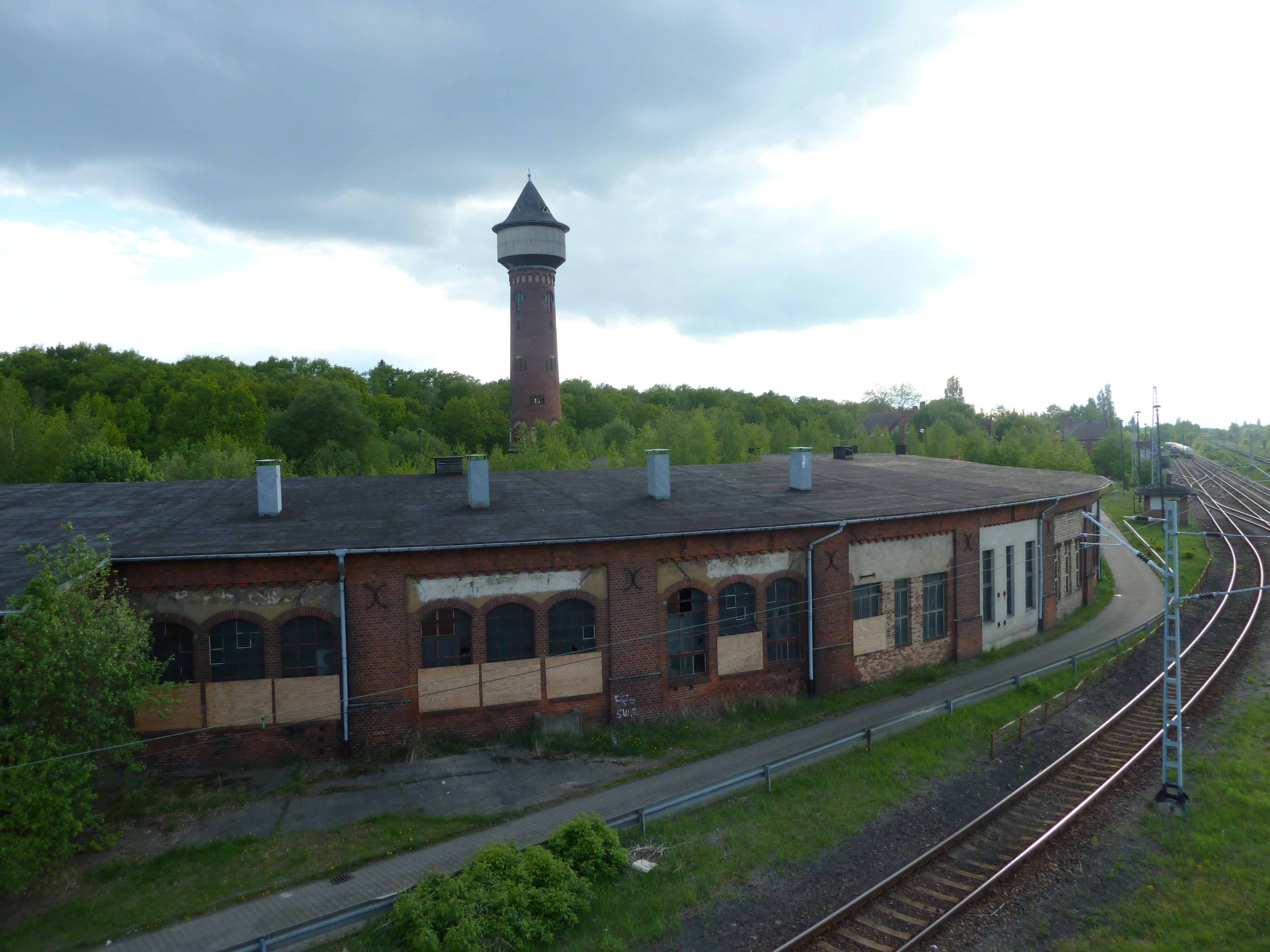
Blick von der Fußgängerbrücke auf Wasserturm und Lokschuppen

Der Bahnhof liegt in Ost-West-Richtung, das Gelände dehnt sich auf einer Länge von etwa vier Kilometern aus. Der östlichste Teil der Gleisanlagen liegt bereits auf dem Gebiet der Gemeinde Dallgow-Döberitz. Nördlich der eigentlichen Bahnhofsanlagen verlaufen die Gleise der Schnellfahrstrecke Hannover–Berlin, daran schließt sich der Personenhaltepunkt Elstal mit einem Inselbahnsteig an. Weiter nach Süden liegen drei parallele Gleise, die zum Eigentum von DB Netz gehören. Über diese Gleise verläuft die Verbindung zum eigentlichen Rangierbahnhof und der Verkehr zum Außenring, der von den Personengleisen nicht zu erreichen ist. Der sich südlich daran anschließende Hauptteil des Rangierbahnhofs ist nun im Besitz des RLCW.
Vom südlich des Bahnhofs gelegenen Bahnhofsvorplatz führt eine Fußgängerbrücke über die Gleise. Die meisten Anlagen des Rangierbahnhofs und der Personenbahnsteig liegen östlich der Brücke, westlich von ihr befinden sich einige Zufahrtsgleise und die Anlagen des ehemaligen Bahnbetriebswerks.
Eine Reihe von Bauten des Bahnhofs steht unter Denkmalschutz. Dazu zählen unter anderem das Stationsgebäude und ein benachbartes Stellwerk; mehrere Stellwerke, eine Bekohlungsanlage und eine Umladehalle auf dem Gelände des Rangierbahnhofs sowie der Lokschuppen, der Wasserturm, die Kläranlage, das Kraftwerk und mehrere Verwaltungs- und Sozialbauten auf dem Gelände des Bahnbetriebswerks.

### Rangierbahnhof

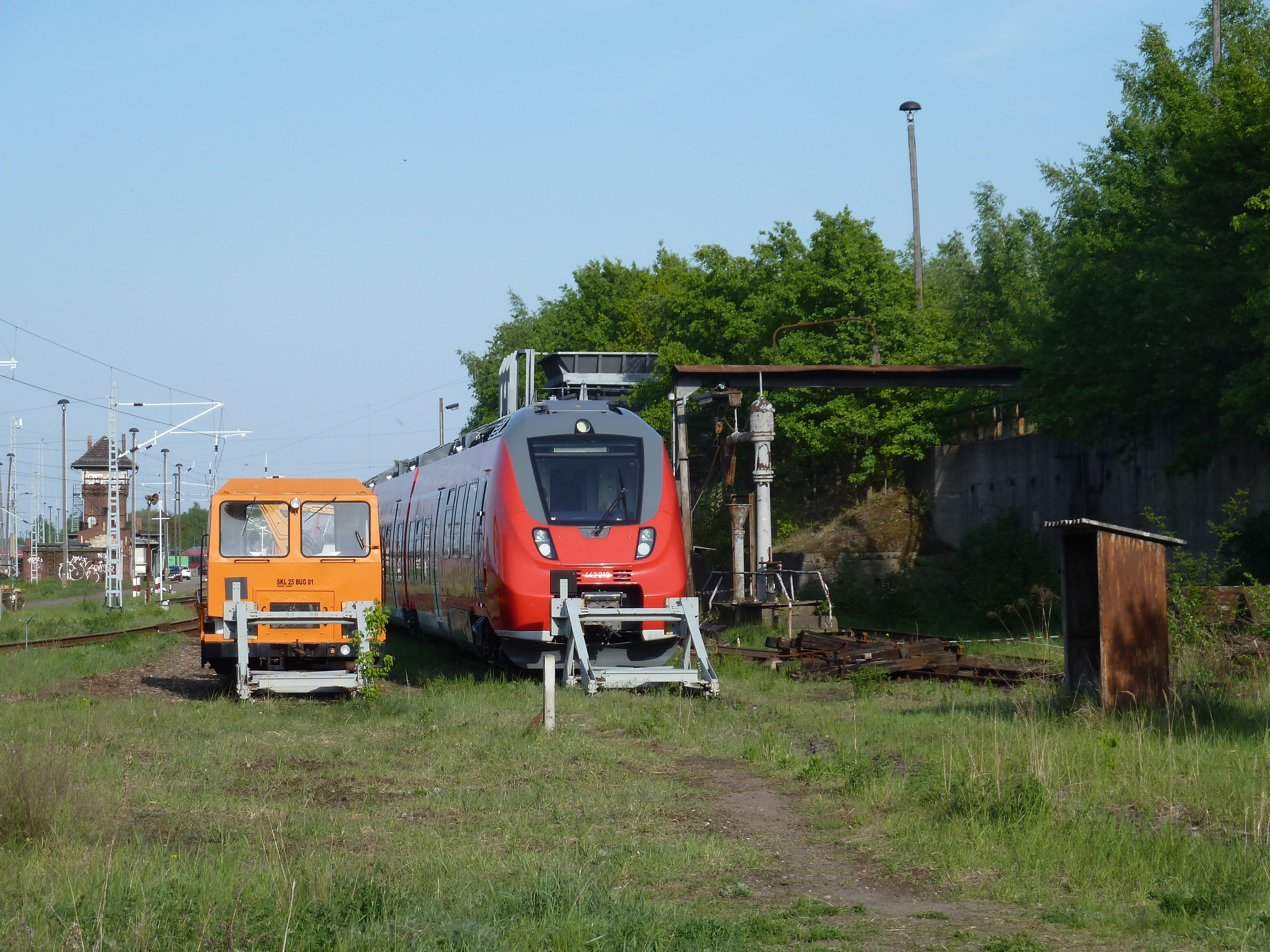
Rangierbahnhof, links im Hintergrund das Stellwerk Rs IV, rechts der denkmalgeschützte Kohlebansen

Der vom RLCW übernommene Rangierbahnhof besteht aus 25 Logistikgleisen für Züge von bis zu 850 Metern Länge (ehemalige Richtungsgruppe) und östlich davon einer Gruppe von sechs elektrifizierten zuglangen Ein- und Ausfahrgleisen (ehemalige Einfahrgruppe). Insgesamt umfasst der Rangierbahnhof eine Fläche von 22 Hektar mit 32 Kilometer Gleisen. Der RLC Wustermark betreibt damit den größten privat geführten öffentlichen Bahnhof für den Güterverkehr in Deutschland.
Von den drei noch in Betrieb befindlichen Stellwerken auf dem Gelände werden die Stellwerke Wmt und Wur von DB Netz genutzt, das RLC nutzt das Stellwerk Wot für seine Disposition. Die für den Betrieb des Rangierbahnhofs nötigen Weichen wurden nach der Übernahme durch das RLCW teilweise auf Handbetrieb umgestellt. Dazu gehören zudem fünf Ladegleise (teilweise mit Kopframpen) mit bis zu 850 Meter Länge, auf denen das Verladen und Zwischenlagern von Holz und Schüttgütern möglich ist. In der Nähe des Stationsgebäudes gibt es eine Dieseltankstelle, die von DB Energie betrieben wird.
Museal erhalten sind die Stellanlagen im denkmalgeschützten Stellwerk Rs IV (1907 erbaut) im Rangierbahnhof, dem höchsten Stellwerk im Bahnhof. Sie werden von einer Arbeitsgruppe des Bahn-Sozialwerkes betreut. Ebenfalls denkmalgeschützt sind neben weiteren Stellwerken auf dem Areal die Kohlenentladeanlage in der Nähe des Stationsgebäudes und die große Verladehalle im Osten des Rangierbahnhofs. Die Verladehalle wurde zum 11. Januar 1996 geschlossen.

### Bahnbetriebswerk

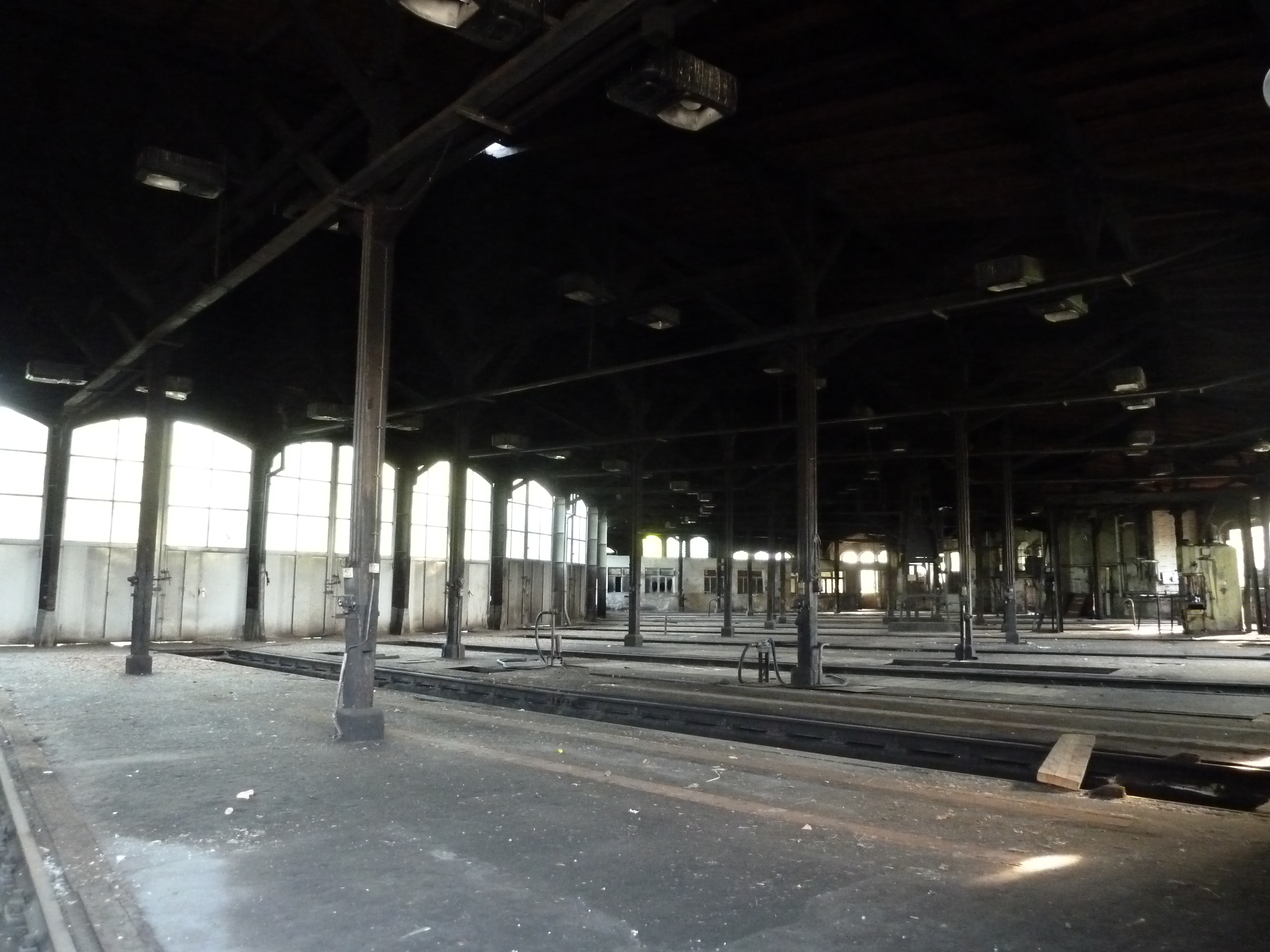
Lokschuppen

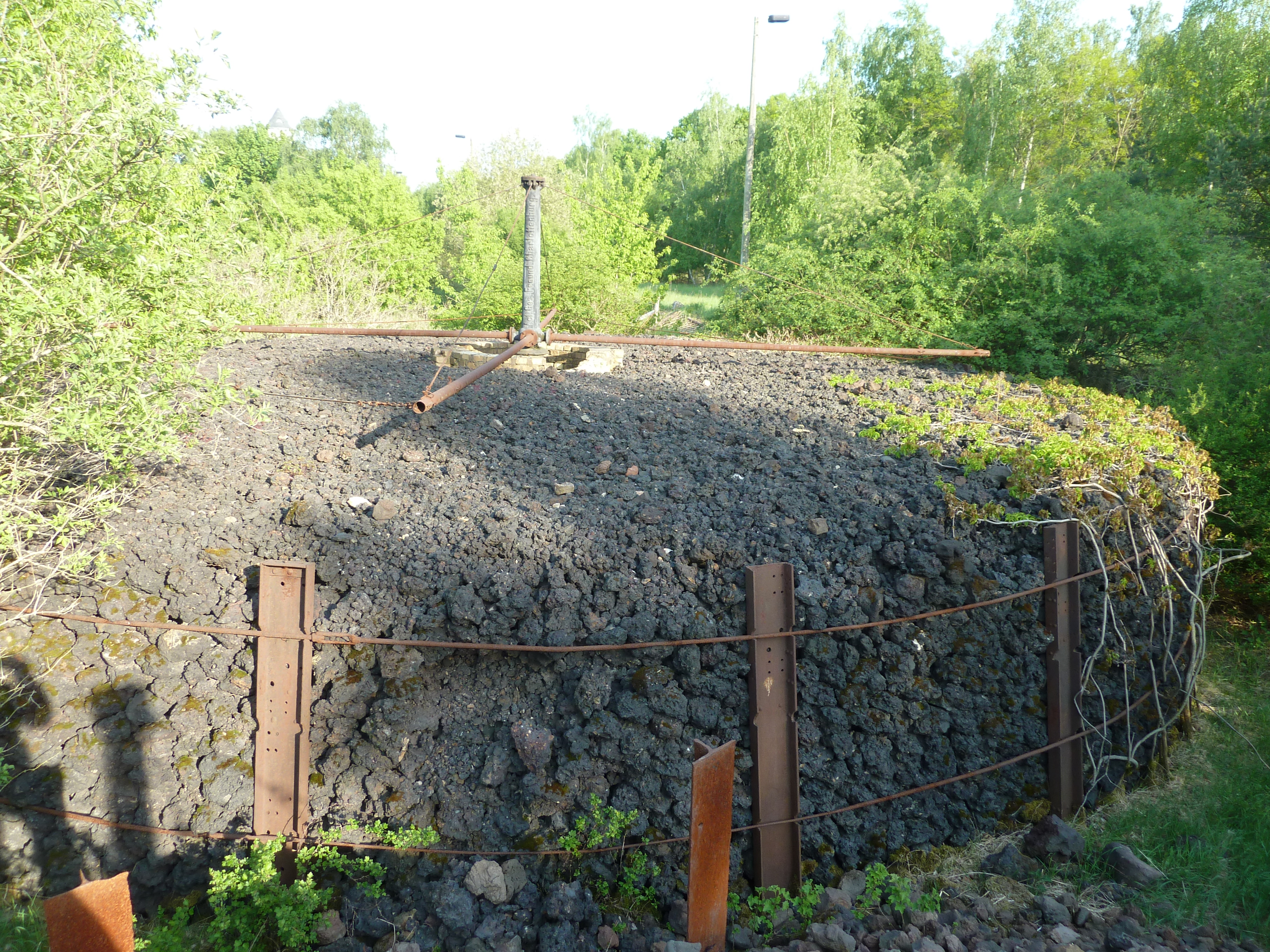
Kremer-Brunnen der Kläranlage

Die Anlagen des ehemaligen Bahnbetriebswerks sind seit dem Rückzug der DB im Wesentlichen ungenutzt. Ein kleiner Teil des Areals dient als Werkstatt der Havelländischen Eisenbahn, im Herbst 2018 wurde auch die Disposition und der Vertrieb nach Elstal verlegt. In naher Zukunft soll auch der Hauptsitz von Spandau wieder zurück ins Havelland verlegt werden. Die zugehörigen Gleise sind über den Rangierbahnhof angebunden, eine direkte Verbindung nach Westen gibt seit der Errichtung des P+R Parkplatzes nicht mehr. Eine Reihe von denkmalgeschützten Bauten aus der Erbauungszeit im Bereich des Bahnbetriebswerks sind noch erhalten, werden aber derzeit noch nicht wieder genutzt.
Auffälligstes Bauwerk ist der 56 Meter hohe Wasserturm. Daran schließt sich ein 21-ständiger Ringlokschuppen mit Drehscheibe an. Daneben befand sich ein weiterer Lokschuppen, der jedoch zu DDR-Zeiten abgetragen wurde.
Zur Energieerzeugung diente ein Dieselkraftwerk aus dem Jahre 1908. Hier ist ein Dieselmotor mit angeschlossenem Drehstromgenerator aus der Erbauungszeit an seinem ursprünglichen Standort erhalten geblieben. Ebenfalls erhalten sind Unterwerke aus dem Jahre 1909 und eine Reihe von Schaltanlagen und anderen Einrichtungsgegenständen.
Zu den seinerzeitigen Innovationen zählt ebenfalls eine biologische Kläranlage. Ihr Baubeginn war kurz nach Eröffnung des Bahnhofs im Jahre 1912, 1918 ging sie in Betrieb und war bis zum Jahr 2000 in Funktion. Ihre Anlagen sind weitgehend erhalten. Des Weiteren gibt es noch eine Reihe von weiteren Bauten aus der Erbauungszeit, unter anderem Verwaltungsgebäude und Unterkünfte sowie eine Wagenreparaturhalle und Werkstätten.
Seit 2017 revitalisiert die BahnTechnologie Campus Havelland GmbH, ein Unternehmen des Landkreises Havelland, der Havelländischen Eisenbahn und der Gemeinde Wustermark, gefördert mit Mitteln des Bundes und Landes Brandenburges, das Gelände des ehemaligen Bahnbetriebwerkes. Ziel ist die Entwicklung eines bahnaffinen Gewerbegebietes mit nennenswerter Ausrichtung auf Forschung, Entwicklung, Aus- und Weiterbildung. Die entsprechenden Infrastrukturmaßnahmen werden voraussichtlich im zweiten Quartal 2021 abgeschlossen, mit der RWS Railway Service GmbH wird zur gleichen Zeit, auch der erste Ansiedler die neu errichtete Service- und Wartungshalle in Betrieb nehmen.

### Personenhaltepunkt

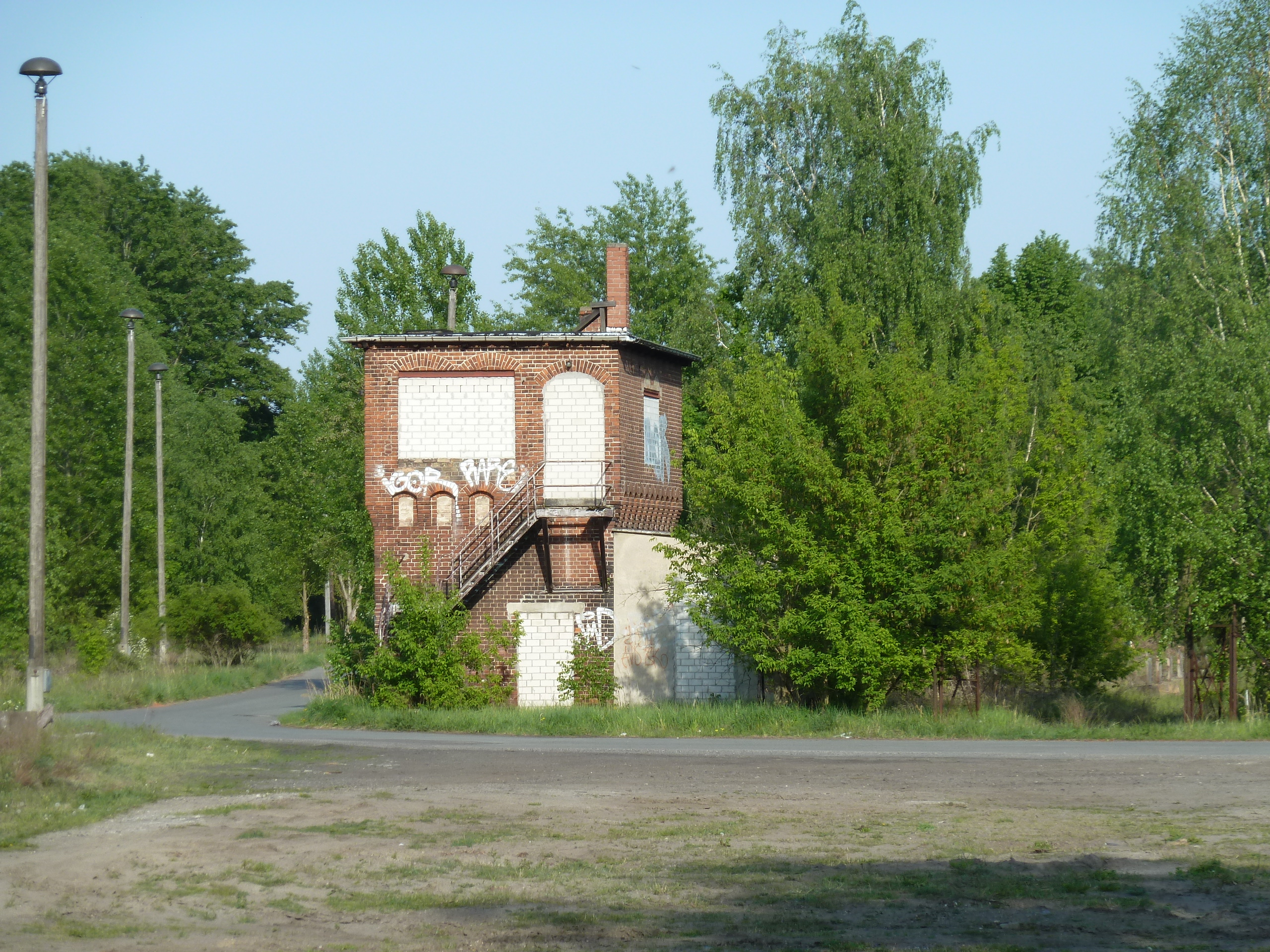
Stellwerk im ehemaligen Südteil des Rangierbahnhofs

Dem Personenverkehr dient der Haltepunkt Elstal (DS100: BETN), der Bahnhofsteil von Wustermark Rangierbahnhof ist. Er besteht aus einem Mittelbahnsteig mit zwei Bahnsteigkanten. Ursprünglich waren beide Streckengleise in Richtung Wustermark und die Verbindung in Richtung nördlicher Außenring von den Bahnsteiggleisen aus zu erreichen, eine direkte Verbindung zum Außenring in Richtung Süden gab es nicht. Heute ist nur noch ein Gleis in Richtung Wustermark an die Bahnsteiggleise angebunden, der Außenring ist nur von den südlich anschließenden Gleisen zu erreichen. Nördlich des Bahnsteigs liegen ohne Verbindung zum Bahnhof die Gleise der Schnellfahrstrecke. Reisende erreichen den Bahnsteig über eine Fußgängerbrücke, die auch den Ort Elstal und die Siedlung Dyrotz Luch verbindet. Im Dezember 2014 gingen für den barrierefreien Zugang zum Bahnsteig zwei Aufzüge an der Fußgängerbrücke in Betrieb, 736.000 Euro wurden hierfür investiert.
Stündlich hält die Regional-Express-Linie RE 4, welche zwischen Stendal und Falkenberg/Elster verkehrt, am Bahnhof Elstal. Seit Dezember 2022 ist die Station zudem ein Haltepunkt der Regionalbahnlinie RB 21 von Potsdam nach Berlin-Gesundbrunnen.
| Linie                    | Linienverlauf | Takt (min)                                                        | EVU              |
| ------------------------ | --- | ----------------------------------------------------------------- | ---------------- |
| RE 4                     | Stendal Hbf – Rathenow – Wustermark – Elstal – Dallgow-Döberitz – Berlin-Spandau – Berlin Jungfernheide – Berlin Südkreuz – Ludwigsfelde – Jüterbog – Falkenberg (Elster)                      | 60 Rathenow–Jüterbog (120 Stendal–Rathenow / Jüterbog–Falkenberg) | DB Regio Nordost |
| RB 21                    | Berlin Gesundbrunnen – Berlin Jungfernheide – Berlin-Spandau – Staaken – Dallgow-Döberitz – Elstal – Wustermark – Priort – Golm – Potsdam Park Sanssouci – Potsdam Charlottenhof – Potsdam Hbf | 60                                                                | DB Regio Nordost |
| Stand: 15. Dezember 2024 | |                                                                   |                  |

### Nicht mehr existente Anlagen
Das nach 1945 nicht mehr wiederaufgebaute Rangiersystem der Richtung West–Ost im südlichen Teil des einstigen Rangierbahnhofs lag etwa spiegelbildlich zum verbliebenen Rangierbahnhof. Einzelne Reste sind unter der Vegetation auszumachen. Nach der Schließung des Bahnbetriebswerkes entfielen auch die Verbindungsgleise zwischen dem Werk und dem Rangierbahnhof südlich des Stationsgebäudes. Auch die Ladestraße mit Gleis im äußersten Süden des Geländes wurde beseitigt. Das Stationsgebäude lag vor dem Umbau inmitten der Gleise, heute ist auf seiner Südseite ein Bahnhofsvorplatz. Entsprechend wurde die Fußgängerbrücke, die einstmals von Nord nach Süd über das ganze Gelände führte, deutlich verkürzt wiederaufgebaut.
Beim Ausbau der Schnellfahrstrecke in der zweiten Hälfte der 1990er Jahre wurden die ohnehin nicht mehr benötigten Anlagen des Zollbahnhofs auf der Nordostseite des Bahnhofskomplexes beseitigt.
Diese weiterhin nach dem Allgemeinen Eisenbahngesetz gewidmeten Flächen befinden sich ebenfalls im Besitz der BTC Havelland und sollen mittelfristig wieder erschlossen werden.